# Mobilmánia
Mobilmánia – węgierska hardrockowa grupa muzyczna, założona w 2008 roku.

## Historia
Mobilmánia została założona wiosną 2008 roku przez trzech byłych wokalistów P. Mobil: Joe Rudána, Pétera Tunyogiego i Gyulę Vikidála, basistę László Kékesiego oraz klawiszowca Andrása Zeffera, a także byłych gitarzystów RockBand: Tamása Kozmę i Zsolta Vámosa oraz perkusistę Zsolt Borbélyego. Grupa grała różny repertuar, obejmujący między innymi wczesne kompozycje Rudána i P. Mobil.
Pierwszego koncertu grupa udzieliła 23 maja 2008 w klubie Fezen w Székesfehérvár. Grupa szybko zdobyła popularność, przez co podpisała kontrakt z EMI na nagranie płyty. Latem rozpoczęto prace nad debiutanckim albumem, ale pierwszego listopada Tunyogi uległ wypadkowi, w wyniku którego zmarł osiem dni później. Mimo to w grudniu wydano pierwszy album, Ez a mánia, a grupa postanowiła kontynuować działalność. Ez a mánia przez 3 tygodnie zajmowała 24 miejsce na liście Top 40 album- és válogatáslemez-lista.
30 kwietnia 2009 roku obok Petőfi Csarnok odbył się koncert zespołu, w którym gościnnie wystąpili byli perkusiści P. Mobil: Zoltán Pálmai, Dezső Döme, Sándor Herpai i Gábor Németh, a także córka Pétera Tunyogiego, Bernadett. Ten koncert został utrwalony na albumie, który później zajął 10 miejsce na liście Top 20 DVD lista.
W 2010 roku nowym gitarzystą zespołu został János Szentkirályi. W tym samym roku został wydany drugi studyjny album grupy, zatytułowany Az út legyen veled!.

## Dyskografia

### Albumy studyjne
- Ez a mánia (2008)
- Az út legyen veled! (2010)

### DVD
- Mobilmánia - Budapest, Petőfi Csarnok 2009. április 30. Koncert DVD + CD (2009)

## Członkowie

### Obecni
- Joe Rudán – wokal (od 2008)
- Gyula Vikidál – wokal (od 2008)
- László Kékesi – gitara basowa (od 2008)
- András Zeffer – instrumenty klawiszowe (od 2008)
- Tibor Donászy – instrumenty perkusyjne (od 2010)
- János Szentkirályi – gitara (od 2010)
- Tamás Kozma – gitara (od 2008)

### Dawni
- Péter Tunyogi – wokal (2008)
- Zsolt Vámos – gitara (2008–2010)
- Zsolt Borbély – instrumenty perkusyjne (2008–2010)